# Teoria quàntica de camps en l'espai-temps corbat
En física teòrica, la teoria quàntica de camps en l'espai-temps corbat (QFTCS) és una extensió de la teoria quàntica de camps des de l'espai-temps de Minkowski a un espai-temps corbat general. Aquesta teoria utilitza un enfocament semi-clàssic; tracta l'espai-temps com un fons clàssic i fix, alhora que ofereix una descripció mecànica quàntica de la matèria i l'energia que es propaguen a través d'aquest espai-temps. Una predicció general d'aquesta teoria és que les partícules es poden crear per camps gravitatoris dependents del temps (producció de parells de gravitons múltiples), o per camps gravitatoris independents del temps que contenen horitzons. L'exemple més famós d'aquest últim és el fenomen de la radiació Hawking emesa pels forats negres.

## Visió general
Les teories de camp quàntics ordinàries, que formen la base del model estàndard, es defineixen a l'espai pla de Minkowski, la qual cosa és una excel·lent aproximació a l'hora de descriure el comportament de les partícules microscòpiques en camps gravitatoris febles com els que es troben a la Terra. Per tal de descriure situacions en què la gravetat és prou forta per influir en la matèria (quàntica), però no prou forta com per requerir la quantificació en si, els físics han formulat teories de camp quàntic en l'espai-temps corbat. Aquestes teories es basen en la relativitat general per descriure un espai-temps de fons corbat, i defineixen una teoria de camp quàntica generalitzada per descriure el comportament de la matèria quàntica dins d'aquest espai-temps.
Per a constants cosmològiques diferents de zero, en l'espai-temps corbat els camps quàntics perden la seva interpretació com a partícules asimptòtiques. Només en determinades situacions, com en espais temps asimptòticament plans (curvació cosmològica zero), es pot recuperar la noció de partícula entrant i sortint, permetent així definir una matriu S. Tot i així, com en l'espai-temps pla, la interpretació de partícules asimptòtiques depèn de l'observador (és a dir, diferents observadors poden mesurar diferents nombres de partícules asimptòtiques en un espai-temps determinat).
Una altra observació és que tret que el tensor mètric de fons tingui un vector Killing temporal global, no hi ha manera de definir canònicament un buit o un estat fonamental. El concepte de buit no és invariable sota els difeomorfismes. Això es deu al fet que una descomposició en mode d'un camp en modes de freqüència positiu i negatiu no és invariant sota els difeomorfismes. Si t'(t) és un difeomorfisme, en general, la transformada de Fourier de exp[ikt(t)] contindrà freqüències negatives encara que k > 0. Els operadors de creació corresponen a freqüències positives, mentre que els operadors d'aniquilació corresponen a freqüències negatives. És per això que un estat que sembla un buit per a un observador no pot semblar un estat de buit per a un altre observador; fins i tot podria aparèixer com un bany de calor sota hipòtesis adequades.
Des de finals de la dècada de 1980, s'ha implementat l'enfocament local de la teoria quàntica de camps degut a Rudolf Haag i Daniel Kastler per tal d'incloure una versió algebraica de la teoria quàntica de camps en l'espai-temps corbat. De fet, el punt de vista de la física quàntica local és adequat per generalitzar el procediment de renormalització a la teoria de camps quàntics desenvolupada sobre fons corbats. S'han obtingut diversos resultats rigorosos sobre QFT en presència d'un forat negre. En particular, l'enfocament algebraic permet tractar els problemes esmentats anteriorment que sorgeixen de l'absència d'un estat de buit de referència preferit, l'absència d'una noció natural de partícula i l'aparició de representacions unitàriament inequivalents de l'àlgebra dels observables.

## Aplicacions
L'ús de la teoria de la pertorbació en la teoria quàntica de camps en la geometria corba de l'espai-temps es coneix com l'enfocament semiclàssic de la gravetat quàntica. Aquest enfocament estudia la interacció dels camps quàntics en un espai-temps clàssic fix i, entre altres coses, prediu la creació de partícules per espai-temps variables en el temps i la radiació de Hawking. Aquest últim es pot entendre com una manifestació de l'efecte Unruh on un observador que s'accelera observa la radiació del cos negre. Altres prediccions de camps quàntics en espais corbats inclouen, per exemple, la radiació emesa per una partícula que es mou al llarg d'una geodèsica i la interacció de la radiació de Hawking amb partícules fora dels forats negres.
Aquest formalisme també s'utilitza per predir l'espectre de pertorbació de la densitat primordial que sorgeix en diferents models d'inflació còsmica. Aquestes prediccions es calculen utilitzant el buit de Bunch–Davies o les seves modificacions.